# Аманжолова, Дина Ахметжановна
Ди́на Ахметжа́новна Аманжо́лова (род. 19 марта 1957, с. Бородулиха, Семипалатинская область) — российский и казахстанский историк. Доктор исторических наук. Область научных интересов — Россия-СССР, этнополитика, национальный вопрос в Российский империи и СССР, национальные движения, межэтнические отношения, СНГ, социально-культурная антропология.

## Биография
Окончила Семипалатинский педагогический институт им. Н. К. Крупской (1980 г.).
В 1974 году — контролер швейного цеха Семипалатинской фабрики верхнего трикотажа
В 1980—1993 годах — преподаватель, старший преподаватель, доцент, старший научный сотрудник Семипалатинского педагогического института. Кандидат исторических наук (1986 г.). Тема диссертации — «Деятельность Компартии Казахстана по повышению роли общественных организаций в развитии общеобразовательных школ (1971—1980 гг.)»
В 1991—1993 годах — стажер Московского историко-архивного института
В 1993—2013 годах — доцент Московского энергетического института, ответственный секретарь журнала «Исторический архив», заведующая кафедрой общественных наук Института туризма и гостеприимства — филиала Российского государственного университета туризма и сервиса.
Доктор исторических наук (1995). Тема диссертации — «Россия и Казахский автономизм. История движения Алаш (1905—1920 гг.)». Профессор (1997). Почетный работник высшего профессионального образования РФ
С 2013 года — ведущий научный сотрудник Института российской истории РАН.

## Основные работы
- К изучению истории политических партий и движений в Казахстане (1917—1920 гг.). Семипалатинск, 1991.
- Партия Алаш: история и историография. Семипалатинск, 1993.
- Казахский автономизм и Россия. История движения Алаш, М. 1994.
- «Горячо живу и чувствую…»: Петр Гермогенович Смидович (1874—1935) : Опыт исторического портрета / М.: ОАО "Тип. «Новости» 1998
- Национальный вопрос в Государственных Думах России (Опыт законотворчества). М., 1999 (в соавт. с С. В. Кулешовым и В. Ю. Зориным).
- На изломе. Алаш в этнополитической истории Казахстана. Алматы: Таймас, 2009.
- Форматирование советскости. Национальные меньшинства в этнополитическом ландшафте СССР. 1920—1930-е гг. М.: Собрание, 2010..
- Этнический и религиозный факторы в формировании и эволюции Российского государства. М.: Новый хронограф, 2012. (в соавт. с В. А. Тишковым, Т. Ю. Красовицкой и др.).
- Алаш: исторический смысл демократического выбора. Алматы: Таймас, 2013.
- Россия и Центральная Азия. Конец XIX — начало XX века. М.: Новый хронограф, 2017.
- Этнические элиты в национальной политике России./ отв.ред. В. В. Трепавлов; Ин-т рос.истории Рос.акад.наук. М.; СПб.: Центр гуманитарных инициатив, 2018. (В соавт. с Трепавловым В. В., Дроздовым К. С. и др.)
- Советский проект в Казахстане: власть и этничность, 1920—1930-е гг. М.: Центр гуманитарных инициатив, 2019.
- Культурная сложность России: идеология и практики управления. 1917—1941 гг. М. : Новый хронограф, 2020 (в соавт. с Т. Ю. Красовицкой).